# Звучни надзубни фрикатив
Звучни надзубни или алвеоларни фрикатив јесте сугласник који се користи у бројним говорним језицима. Симбол у Међународном фонетском алфабету који представља овај звук је //. Овај глас је врло чест у европским језицима, али светски гледано ни приближно колико његов безвучни парњак /ѕ/. Само 28% језика у свету поседују ову фонему, било да је зубна или алвеоларна, а од тог процента, 85% отпада на језике Европе, Африке и западне Азије. У источној половини Азије, у тихоокеанском региону и домородачким заједницама Америке, ова фонема је врло ретка, а ако постоји, онда увек постоји и његов безвучни парњак //.
Коронални фрикативи и њихови симболи у ИПА:
|            | зубни | алвеоларни | посталвеоларни | посталвеоларни               | посталвеоларни                  | посталвеоларни |
|            | зубни | алвеоларни | ретрофлекс     | палато- алвеоларан сугласник | алвеоларно- палаталан сугласник |                |
| ---------- | ----- | ---------- | -------------- | ---------------------------- | ------------------------------- | -------------- |
| сибилант   |       |            |                |                              |                                 |                |
| несибилант |       |            |                |                              |                                 |                |

## Карактеристике
Карактеристике звучног алвеоларног фрикатива:
- Начин артикулације је фрикативни, што значи да је произведен усмеравањем протока ваздушне струје из плућа низ језик до места артикулације, на коме је усредсређена на оштре ивице скоро стиснутих зуба, узрокујући високофреквентну турбуленцију.
- Место артикулације је алвеоларно што значи да врх језика додирује алвеоле.
- Фонација је звучна, што значи да гласне жице трепере током артикулације.

## Појава
| Језик            | Језик                     | Реч | ИПА          | Значење        | Напомене |
| ---------------- | ------------------------- | --- | ------------ | -------------- | --- |
| адигејски        | адигејски                 | зы | [ˈzə]ⓘ       | 'један'        | |
| албански         | албански                  | [zjarr] грешка: {{lang}}: текст има искошену назнаку (помоћ)                                                            |              | 'ватра'        | |
| арапски          | стандардни                | زائِر |              | 'посетилац'    | |
| јерменски        | источнојерменски дијалект | զարդ | [zɑɾtʰ]ⓘ     | 'украс'        | |
| бретонски        | бретонски                 | [iliz] грешка: {{lang}}: текст има искошену назнаку (помоћ)                                                             |              | 'црква'        | |
| чеченски         | чеченски                  | зурма / [zurma] грешка: {{lang}}: текст има искошену назнаку (помоћ)                                                    |              | 'музика'       | |
| чешки            | чешки                     | [zima] грешка: {{lang}}: текст има искошену назнаку (помоћ)                                                             |              | 'зима'         | |
| холандски        | стандардни                | [zee] грешка: {{lang}}: текст има искошену назнаку (помоћ)                                                              |              | 'море'         | |
| холандски        | фризијски                 | [ezel] грешка: {{lang}}: текст има искошену назнаку (помоћ)                                                             |              | 'магарац'      | Увек је безвучно ако је на почетку речи. |
| енглески         | енглески                  | [size] грешка: {{lang}}: текст има искошену назнаку (помоћ)                                                             |              | 'величина'     | |
| француски        | француски                 | [zèbre] грешка: {{lang}}: текст има искошену назнаку (помоћ)                                                            |              | 'зебра'        | |
| грузијски        | грузијски                 | ზარი |              | 'звоно'        | |
| немачки          | немачки                   | [süß] грешка: {{lang}}: текст има искошену назнаку (помоћ)                                                              |              | 'слатко'       | |
| грчки            | атински дијалект          | [ζάλη záli] грешка: {{lang}}: текст има искошену назнаку (помоћ)                                                        |              | 'вртоглавица'  | |
| хебрејски        | хебрејски                 | זאב |              | 'вук'          | |
| хинду            | хинду                     | [ज़मीन] грешка: {{lang}}: текст има искошену назнаку (помоћ)                                                              |              | 'земља'        | |
| мађарски         | мађарски                  | [ház]]] грешка: {{lang}}: текст има искошену назнаку (помоћ)                                                            |              | 'кућа'         | |
| италијански      | италијански               | [caso] грешка: {{lang}}: текст има искошену назнаку (помоћ)                                                             |              | 'случај'       | |
| јапански         | јапански                  | 全部 [zenbu] грешка: {{lang}}: текст има искошену назнаку (помоћ)                                                       |              | 'све'          | |
| кабардински      | кабардински               | зы | [ˈzə]ⓘ       | 'један'        | |
| кала-лагав-ја    | кала-лагав-ја             | [zilamiz] грешка: {{lang}}: текст има искошену назнаку (помоћ)                                                          |              | 'ићи'          | |
| кашмирски        | кашмирски                 | [ज़ानुन] грешка: {{lang}}: текст има искошену назнаку (помоћ), [زانُن] грешка: {{lang}}: текст има искошену назнаку (помоћ) |              | 'знати'        | |
| македонски       | македонски                | зошто |              | 'зашто'        | |
| малајски         | малајски                  | zaman |              | 'доба'         | |
| малтешки         | малтешки                  | [zelu] грешка: {{lang}}: текст има искошену назнаку (помоћ)                                                             |              | 'жар'          | |
| маратхи          | маратхи                   | जर |              | 'ако'          | |
| мирандески       | мирандески                | [daprendizaige] грешка: {{lang}}: текст има искошену назнаку (помоћ)                                                    |              | 'учење'        | Мирандески језик и суседни дијалекти португалског су били једина усмена традиција која је чувала свих седам средњовековних иберо-романских сибиланата: ⟨ch⟩ , ⟨x⟩ , ⟨g/j⟩ , ⟨c/ç⟩ , ⟨z⟩ , ⟨s/-ss-⟩ , ⟨-s-⟩ |
| окситански       | лимузински                | jòune |              | 'млад'         | |
| пољски           | пољски                    | [zero] грешка: {{lang}}: текст има искошену назнаку (помоћ)                                                             | [ˈzɛrɔ]ⓘ     | 'нула'         | |
| португалски      | португалски               | [casa] грешка: {{lang}}: текст има искошену назнаку (помоћ)                                                             |              | 'кућа'         | |
| румунски         | румунски                  | [zar] грешка: {{lang}}: текст има искошену назнаку (помоћ)                                                              |              | 'коцкица'      | |
| руски            | руски                     | заезжать zaezžat' | [zəɪˈʑʑætʲ]ⓘ | 'скупити'      | Разликује обичну и палатализовану варијанту. |
| шпански          | андалужански              | [comunismo] грешка: {{lang}}: текст има искошену назнаку (помоћ)                                                        |              | 'комунизам'    | Алофон фонеме испред звучних сугласника, када није дебукализован на фонему . Јавља се у појединим дијалектима као алвеоларни неретрактовани фрикатив. Пре фонеме је увек зубно .                           |
| шпански          | латиноамерички            | [comunismo] грешка: {{lang}}: текст има искошену назнаку (помоћ)                                                        |              | 'комунизам'    | Алофон фонеме испред звучних сугласника, када није дебукализован на фонему . Јавља се у појединим дијалектима као алвеоларни неретрактовани фрикатив. Пре фонеме је увек зубно .                           |
| шпански          | мексички                  | [zapato] грешка: {{lang}}: текст има искошену назнаку (помоћ)                                                           |              | 'ципела'       | Поједини северни дијалекти. Аналогно фонеми у осталим мексичким поддијалектима и фонеми на Иберијском полуострву.                                                                                          |
| словачки         | словачки                  | [zima] грешка: {{lang}}: текст има искошену назнаку (помоћ)                                                             |              | 'зима'         | |
| свахили          | свахили                   | [lazima] грешка: {{lang}}: текст има искошену назнаку (помоћ)                                                           |              | 'морати'       | |
| турски           | турски                    | [göz] грешка: {{lang}}: текст има искошену назнаку (помоћ)                                                              |              | 'око'          | |
| украјински       | украјински                | зуб |              | 'зуб'          | |
| урду             | урду                      | [زمین] грешка: {{lang}}: текст има искошену назнаку (помоћ)                                                             |              | 'земља'        | |
| вијетнамски      | северни дијалекти         | [da] грешка: {{lang}}: текст има искошену назнаку (помоћ)                                                               |              | 'кожа'         | |
| западнофризијски | западнофризијски          | [sizze] грешка: {{lang}}: текст има искошену назнаку (помоћ)                                                            |              | 'рећи, казати' | Никад се не појављује на почетку речи. |
| нуосу            | нуосу                     | ꍂ [ssy] грешка: {{lang}}: текст има искошену назнаку (помоћ)                                                           |              | 'генерација'   | |
| јидиш            | јидиш                     | [zien] грешка: {{lang}}: текст има искошену назнаку (помоћ)                                                             |              | 'син'          | |
| запотечки        | тилкиапански дијалект     | guanaz |              |                | |